# Championnat d'Allemagne féminin de football 2002-2003
Navigation
Édition précédente Édition suivante
La Frauen-Bundesliga 2002-2003 est la 30e édition du Championnat d'Allemagne féminin de football.
Le premier niveau du championnat féminin oppose douze clubs allemands en une série de vingt-deux rencontres jouées durant la saison de football. La compétition débute le 25 août 2002 et s'achève le 15 juin 2003.
La première place du championnat est qualificative pour la Coupe féminine de l'UEFA alors que les deux dernières places sont synonymes de relégation en Regionalliga.
Lors de l'exercice précédent, le Tennis Borussia Berlin et le TuS Niederkirchen ont gagné le droit d'évoluer dans cette compétition après avoir fini aux deux premières places de la phase finale de Regionalliga.
Le FFC Francfort, champion en 2002, est quant à lui, le seul représentant allemand en Coupe féminine de l'UEFA 2002-2003.
À l'issue de la saison, le FFC Francfort décroche le quatrième titre de champion d'Allemagne de son histoire. Dans le bas du classement, le Tennis Borussia Berlin et le TuS Niederkirchen, sont relégués.
| \| SC Bad Neuenahr Bayern Munich Tennis Borussia Berlin FFC Brauweiler Pulheim FCR Duisbourg FFC Francfort FSV Francfort SC Fribourg FFC Heike Rheine TuS Niederkirchen FFC Turbine Potsdam WSV Wolfsburg \| Localisation des clubs engagés dans le championnat. |
| SC Bad Neuenahr Bayern Munich Tennis Borussia Berlin FFC Brauweiler Pulheim FCR Duisbourg FFC Francfort FSV Francfort SC Fribourg FFC Heike Rheine TuS Niederkirchen FFC Turbine Potsdam WSV Wolfsburg                                                           |

## Participants
Ce tableau présente les douze équipes qualifiées pour disputer le championnat 2002-2003. On y trouve le nom des clubs, la date de création du club, l'année de la dernière montée au sein de l'élite, leur classement de la saison précédente, le nom des stades ainsi que la capacité de ces derniers.
Légende des couleurs
- Qualifié pour la phase de groupes de la Coupe féminine de l'UEFA 2002-2003.
- Promu de Regionalliga.

| Nom du club            | Date de création | Dernière montée | Cls 2002 | Stade                      | Capacité | Nb T. |
| ---------------------- | ---------------- | --------------- | -------- | -------------------------- | -------- | ----- |
| FFC Francfort          | 1973             | 1990            | 1        | Stadion am Brentanobad     | 5 200    | 3     |
| FFC Turbine Potsdam    | 1971             | 1994            | 2        | Karl-Liebknecht-Stadion    | 10 499   | /     |
| FCR Duisbourg          | 1977             | 1993            | 3        | PCC-Stadion                | 3 000    | 1     |
| Bayern Munich          | 1970             | 2000            | 4        | Sportpark Aschheim         | 3 000    | 1     |
| FSV Francfort          | 1970             | 1990            | 5        | Stadion am Bornheimer Hang | 12 500   | 3     |
| SC Fribourg            | 1975             | 2001            | 6        | Möslestadion               | 18 000   | /     |
| FFC Brauweiler Pulheim | 1974             | 1991            | 7        | Stade inconnu              | -        | 1     |
| FFC Heike Rheine       | 1986             | 2000            | 8        | Jahnstadion                | 4 009    | /     |
| SC Bad Neuenahr        | 1907             | 1997            | 9        | Apollinarisstadion         | 4 580    | 1     |
| WSV Wolfsburg          | 1973             | 1998            | 10       | VfL-Stadion am Elsterweg   | 17 600   | /     |
| Tennis Borussia Berlin | 1969             | 2002            | Reg.     | Mommsenstadion             | 15 005   | /     |
| TuS Niederkirchen      | 1969             | 2002            | Reg.     | Sportgelände Nachtweide    | -        | 1     |

## Compétition

### Classement
Le classement est calculé avec le barème de points suivant : une victoire vaut trois points, le match nul un et la défaite zéro.
Les critères utilisés pour départager en cas d'égalité au classement sont les suivants :
1. différence entre les buts marqués et les buts concédés sur la totalité des matchs joués dans le championnat ;
2. plus grand nombre de buts marqués sur la totalité des matchs joués dans le championnat.

| Rang | Équipe                   | Pts | J  | G  | N | P  | Bp | Bc | Diff |
| ---- | ------------------------ | --- | -- | -- | - | -- | -- | -- | ---- |
| 1    | FFC Francfort T C        | 57  | 22 | 18 | 3 | 1  | 90 | 14 | +76  |
| 2    | FFC Turbine Potsdam      | 55  | 22 | 17 | 4 | 1  | 65 | 15 | +50  |
| 3    | FCR Duisbourg            | 44  | 22 | 14 | 2 | 6  | 58 | 32 | +26  |
| 4    | FFC Heike Rheine         | 38  | 22 | 12 | 2 | 8  | 52 | 31 | +21  |
| 5    | Bayern Munich            | 37  | 22 | 11 | 4 | 7  | 45 | 32 | +13  |
| 6    | FFC Brauweiler Pulheim   | 31  | 22 | 9  | 4 | 9  | 41 | 27 | +14  |
| 7    | FSV Francfort            | 27  | 22 | 9  | 0 | 13 | 42 | 54 | -12  |
| 8    | SC Fribourg              | 24  | 22 | 6  | 6 | 10 | 33 | 43 | -10  |
| 9    | WSV Wolfsburg            | 24  | 22 | 6  | 6 | 10 | 31 | 49 | -18  |
| 10   | SC Bad Neuenahr          | 23  | 22 | 7  | 2 | 13 | 31 | 73 | -42  |
| 11   | Tennis Borussia Berlin P | 15  | 22 | 4  | 3 | 15 | 17 | 68 | -51  |
| 12   | TuS Niederkirchen P      | 2   | 22 | 0  | 2 | 20 | 10 | 77 | -67  |

| Légende : | Légende : |
| --------- | --- |
|           | Qualifié pour la Coupe féminine de l'UEFA 2003-2004 (Phase de groupes). |
|           | Relégué en Regionalliga. |
|           | T Tenant du titre. P Promu de Regionalliga. C Vainqueur de la DFB-Pokal Frauen 2002-2003. Pts points ; G victoires ; N matchs nuls ; P défaites Bp buts marqués ; Bc buts encaissés ; Diff différence de buts |

### Résultats
| Résultats (▼dom., ►ext.)                                   | Bad  | ByM | Bor | Bra | Dui | Fra | Fra | Fri | Hei | Nie | Tur | Wol |
| SC Bad Neuenahr                                            |      | 2-3 | 2-1 | 0-3 | 2-1 | 0-7 | 2-3 | 1-9 | 0-1 | 3-0 | 4-3 | 2-2 |
| Bayern Munich                                              | 2-3  |     | 6-1 | 2-1 | 0-0 | 0-3 | 2-2 | 3-2 | 1-0 | 7-1 | 0-2 | 1-1 |
| Tennis Borussia Berlin                                     | 2-0  | 0-1 |     | 2-0 | 0-5 | 2-8 | 2-2 | 3-1 | 0-7 | 1-0 | 0-6 | 0-0 |
| FFC Brauweiler Pulheim                                     | 7-0  | 0-1 | 2-0 |     | 4-1 | 0-1 | 0-0 | 1-2 | 2-2 | 4-0 | 2-2 | 2-1 |
| FCR Duisbourg                                              | 3-0  | 3-2 | 5-0 | 3-1 |     | 0-4 | 3-1 | 1-0 | 1-7 | 5-1 | 1-5 | 6-1 |
| FFC Francfort                                              | 11-0 | 4-1 | 6-0 | 2-1 | 3-0 |     | 2-2 | 6-0 | 3-1 | 7-1 | 2-3 | 5-0 |
| FSV Francfort                                              | 2-2  | 1-2 | 3-0 | 1-3 | 0-1 | 1-4 |     | 3-1 | 3-4 | 3-1 | 1-3 | 1-3 |
| SC Fribourg                                                | 3-1  | 1-6 | 3-0 | 1-2 | 1-6 | 0-5 | 1-2 |     | 2-3 | 3-1 | 0-4 | 4-1 |
| FFC Heike Rheine                                           | 4-1  | 1-0 | 1-0 | 2-3 | 0-0 | 0-3 | 4-0 | 0-2 |     | 6-0 | 0-2 | 3-0 |
| TuS Niederkirchen                                          | 1-3  | 0-3 | 1-1 | 1-3 | 0-5 | 0-2 | 1-1 | 1-2 | 0-4 |     | 0-1 | 0-2 |
| FFC Turbine Potsdam                                        | 4-0  | 1-1 | 5-1 | 2-1 | 0-0 | 0-0 | 2-0 | 0-0 | 2-0 | 6-0 |     | 7-0 |
| WSV Wolfsburg                                              | 1-3  | 4-1 | 4-1 | 0-0 | 0-3 | 2-2 | 0-1 | 3-2 | 1-1 | 5-1 | 0-3 |     |
| - Victoire à domicile - Match nul - Victoire à l'extérieur |      |     |     |     |     |     |     |     |     |     |     |     |

## Bilan de la saison
| Championnat d'Allemagne féminin de football 2002-2003 |                          |
| Champion                                              | FFC Francfort (4e titre) |
| Dauphin                                               | FFC Turbine Potsdam      |
| Coupes et trophées                                    |                          |
| Vainqueur DFB-Pokal Frauen 2002-2003                  | FFC Francfort            |
| Qualifications continentales                          |                          |
| Coupe féminine de l'UEFA 2003-2004                    | FFC Francfort            |
| Promotions et relégations                             |                          |
| Promus en Frauen-Bundesliga                           | Hambourg SV              |
| Promus en Frauen-Bundesliga                           | FC Sarrebruck            |
| Relégués en Regionalliga                              | Tennis Borussia Berlin   |
| Relégués en Regionalliga                              | TuS Niederkirchen        |

## Statistiques
| Cls | Joueuse            | Club                | Buts |
| --- | ------------------ | ------------------- | ---- |
| 1   | Inka Grings        | FCR Duisbourg       | 20   |
| 2   | Nina Aigner        | Bayern Munich       | 17   |
| 3   | Renate Lingor      | FFC Francfort       | 15   |
| 4   | Martina Müller     | SC Bad Neuenahr     | 14   |
| 5   | Kerstin Garefrekes | FFC Heike Rheine    | 13   |
| 5   | Conny Pohlers      | FFC Turbine Potsdam | 13   |
| 5   | Shelley Thompson   | FCR Duisbourg       | 13   |
| 8   | Kerstin Stegemann  | FFC Heike Rheine    | 12   |
| 8   | Petra Wimbersky    | FFC Turbine Potsdam | 12   |
| 10  | Isabell Bachor     | FSV Francfort       | 11   |
| 10  | Jennifer Meier     | FFC Francfort       | 11   |
| 10  | Birgit Prinz       | FFC Francfort       | 11   |